# Родріго (граф Кастилії)
Родріго (ісп. Rodrigo; помер 4 жовтня 873) — перший граф Кастилії (850—873) й Алави (867/868—870). Активний учасник Реконкісти та відданий васал королів Астурії Ордоньйо I й Альфонсо III Великого. За його правління почалось розширення Кастильського графства на південь за рахунок земель, відвойованих у маврів.

## Біографія

### Походження
Походження Родріго точно не встановлено. Найбільш поширеним є припущення, що він був сином короля Астурії Раміро I від другого шлюбу з кастилькою Патерною. Відповідно, Родріго був однокровним братом короля Ордоньйо I і графа Асторги Гатона. Однак, у такому разі Родріго отримав Кастильське графство, ще не досягнувши десятирічного віку, що ціла низка істориків вважають малоймовірним. Такі дослідники припускають, що перший граф Кастилії був шурином Ордоньо I, братом його дружини Мунії (Муніадонни).

### Прихід до влади
Традиційно вважається, що Родріго отримав графство 850 року, імовірно, під час сходження на престол Ордоньйо I. Метою запровадження в тих землях інституції графської влади, передусім, було покращення управління східними областями Астурійського королівства, що були важливим форпостом у боротьбі проти маврів. У той час володіння Родріго обмежувались невеликою територією, межа якої проходила на сході по річці Ебро, на заході сягала Браньйосери, на півночі — Кантабрійських гір, а на півдні співпадала з лінією укріплень, з яких найбільшим була Тобаліна.
Перше документально підтверджене свідчення про Родріго як про графа Кастилії належить до 852 року, коли він підтвердив хартію про заснування монастиря Сан-Мартін-де-Ферран. Від 853 до 862 року згадки про нього є ще в кількох актах, в основному, пов'язаних із заснуванням на підлеглих землях нових абатств.

### Участь у Реконкісті
Від самого початку правління Родріго Кастилія почала брати активну участь в Реконкісті, що значно активізувалась за правління короля Ордоньйо I. 854 року воїни з Кастильського графства брали участь у взятті фортеці Аро, а дещо згодом — у захопленні мусульманських укріплень у Сересо і Граньйоні. Одночасно Ордоньйо I і Родріго вели на кордонах з Кордовським еміратом масштабне будівництво нових фортець, серед яких були Фріас і Лантарон.
Перше свідчення про особисту участь графа Родріго у Реконкісті належить до 859 року, коли він став одним з учасників другої битви при Альбельді. У тій битві об'єднане астурійсько-наваррське військо під командуванням королів Ордоньйо I та Гарсії I Інігеса розбило армію глави муваладської родини Бану Касі Муси II ібн Муси, який володів значними територіями на кордоні з Астурією та Наваррою. Число загиблих мусульман, за різними оцінками, склало від 10 000 до 20 000 воїнів. Сам Муса зазнав важких поранень і вже до самої своєї смерті 862 року не здійснював великих походів проти християн. Фортеця Альбельда, одне з основних укріплень маврів у мусульмансько-християнському пограниччі, була зруйнована.

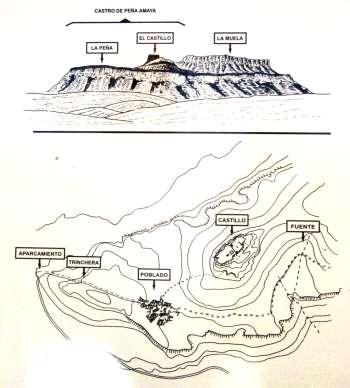
Реконструкція фортеці Амайя

860 року граф Родріго повторно заселив місто Амайя (нині — маленьке село в Бургосі), що було пустим з часів арабського завоювання Піренейського півострова. Значну частину переселенців складали мосараби, які втекли до Королівства Астурії від переслідувань, яких вони зазнавали в Кордовському еміраті. Заселивши Амайю, Родріго розпочав розширення території Кастильського графства на південь. Уздовж нового кордону з володіннями маврів почалось будівництво фортець, що стали базою для виникнення сучасних міст Урбель-дель-Кастильйо, Кастиль-де-Пеонес, Морадільйо-де-Роа і Вільяфранка-Монтес-де-Ока.
863 року граф Родріго захопив і розграбував поселення Порт-де-Сомосьєрра, що належало Кордовському емірату, а під час взяття кастильцями фортеці Таламанка-де-Харама були взяті в полон, але невдовзі звільнені, тамтешній валі Мурзук і його дружина. Одночасно король Ордоньйо I розграбував Корію.
Такі успіхи християн спричинили дії у відповідь з боку правителя Кордови Мухаммеда I: того ж року за наказом еміра його син Абд ар-Рахман і воєначальник Абд аль-Малік бен Аббас здійснили похід на Алаву й Кастилію. Військо мусульман розграбувало прикордонні землі Астурійського королівства, зруйнувавши кілька фортець та вбивши безліч мирних жителів. Граф Родріго спробував перетнути маврам шлях назад, перекривши ущелину біля Панкорбо, втім завдяки обхідному маневру, Абд ар-Рахману й Абд аль-Маліку вдалось завдати кастильцям важкої поразки. За свідченням марокканського історика ібн Ідарі, як у битві, так і під час відступу християни зазнали важких втрат, включаючи 19 графів. Врятуватись змогли лише деякі кастильці, в тому числі й Родріго.
865 року 20-тисячне військо маврів на чолі з Абд ар-Рахманом та Абд аль-Маліком бін Аббасом знову вторглось до володінь Родріго. Маври захопили ті з кастильських прикордонних фортець, що вціліли після походу 863 року, в тому числі й якусь Bordjia, що належала графу Гундісальво (або Гонсало), яку деякі історики ідентифікують з Бургосом. Після цього Абд ар-Рахман та Абд аль-Малік завдали нової поразки графу Кастилії в кривавій битві біля Аньяни. Незважаючи на те, що християнські воїни першими атакували мусульман, вони, не зумівши порушити їхні бойові порядки, почали тікати і здебільшого загинули під час відступу. Після цього, залишивши у фортецях Панкорбо, Сересо-де-Ріо-Тірон, Ібрільйос і Граньйон мусульманські гарнізони, військо маврів повернулось до володінь Кордовського емірату. Такі поразки настільки підірвали військову силу Кастилії й Алави, що коли 866 року Абд ар-Рахман вкотре здійснив напад на землі тих графств, діставшись Вальє-де-Мени, християни не вчинили йому ані найменшого спротиву, за повідомленням історика аль-Алатіра, навіть не зумівши зібрати необхідне для цього військо.
867 року інший син еміра Мухаммада I, аль-Хакам, знову розграбував кастильські й алавські землі, однак під час наближення графа Родріго з астурійським військом відійшов до володінь мусульман, так і не вступивши в бій. Того ж року Кордовський емірат зіштовхнувся з серйозними внутрішніми труднощами, що тривали півтора десятиріччя. Це дозволило кастильцям ще до смерті графа Родріго повернути собі контроль над фортецями Ла-Буреба, Панкорбо (870 року) і Сересо-де-Ріо-Тірон, а алавцям — заволодіти Сельйоріго.

### Придушення заколотів
Король Ордоньйо I помер 27 травня 866 року. Новим монархом за правом спадкування мав стати його старший син Альфонсо, який на момент смерті батька перебував у Сантьяго-де-Компостелі. Однак майже одразу проти Альфонсо спалахнув заколот, який очолив граф Луго Фруела Бермудес. Повстанці захопили столицю держави, місто Ов'єдо, де Фруела був проголошений новим правителем Астурійського королівства. Успіхи заколотників змусили Альфонсо III тікати до Кастилії, знать якої вважала його законним спадкоємцем престолу. Швидко зібравши військо, кастильці під командуванням графа Родріго виступили в похід, під час якого завдали поразки війську прибічників графа Фруели Бермудеса. Після цього Альфонсо зміг безперешкодно повернутись до Ов'єдо, де 25 грудня відбулась його коронація. Граф Родріго особисто був присутній на тій церемонії та разом з іншими представниками кастильської знаті присягнув на вірність новому монарху.
Надання новому монарху такої важливої послуги, як повернення престолу, зробило графа Кастилії однією з найбільш наближених до Альфонсо III осіб. Таке положення Родріго зберігав до самої своєї смерті.
Зиму 866/867 років Родріго провів при дворі короля Астурії, однак уже невдовзі був змушений повернутись до Кастилії, щоб відбити новий набіг маврів. У той же час в Алаві проти Альфонсо III підбурив повстання граф Егліон (або Ейло). Родріго очолив придушення того заколоту. Історичні джерела нічого не повідомляють про перебіг військових дій, але свідчать, що до 868 року заколотники примирились з королем.
У нагороду за вірність Альфонсо III передав владу над Алавою графу Кастилії, який призначив алкальдом своїх нових володінь Саррасіна Муньєса. Родріго керував Алавою до 870 року, коли її новим графом був призначений Вела Хіменес. Незважаючи на це, правитель Кастилії зберіг за собою всі свої значні особисті володіння, які він мав в алавських землях.

### Останні роки
Про останні роки життя графа Родріго відомо дуже мало. Останній підписаний ним документ датований 18 квітня 873 року. Невдовзі після цього, 4 жовтня, Родріго помер. Новим правителем Кастилії став, за згоди короля Альфонсо III Великого, єдиний син померлого графа, Дієго Порселос. Перехід Кастилії до Дієго став першим в історії Астурійського королівства фактом спадкування графства за правом кровної спорідненості.

### Родина
Ім'я дружини графа Родріго невідоме. Дітьми від того шлюбу були:
- Дієго Родрігес Порселос (пом. бл. 885) — граф Кастилії (873 — бл. 885)
- дочка — одружена з графом Кастилії Муньйо Нуньєсом (пом. після 910)